# Elissa Landi
Elissa Landi (6 de dezembro de 1904 – 21 de outubro de 1948) foi uma atriz italiana que era popular nos filmes de Hollywood nos anos 1920 e 1930.
Landi nasceu Elisabeth Marie Christine Kühnelt em Veneza, Itália, foi criada na Áustria e educada na Inglaterra. Casou-se duas vezes: com John Cecil Lawrence, casamento que durou entre 1928 e 1936; e com Curtis Kinney Thomas, casamento que durou 5 anos, entre 1943 e 1948.
Landi já atuou em filmes britânicos, alemães e franceses antes de viajar para os Estados Unidos para estrelar na Broadway em uma versão teatral do romance Adeus às Armas. Em 1931, ela assinou um contrato com a Fox Film Corporation (mais tarde 20th Century Fox). Ela faleceu em Kingston, no estado de Nova Iorque, vítima de um câncer, e foi sepultada em Oak Hill Cemetery, em Newburyport, Massachusetts.
Na Hollywood Walk of Fame, ela tem uma estrela, em 1615 Vine Street.

## Filmografia selecionada

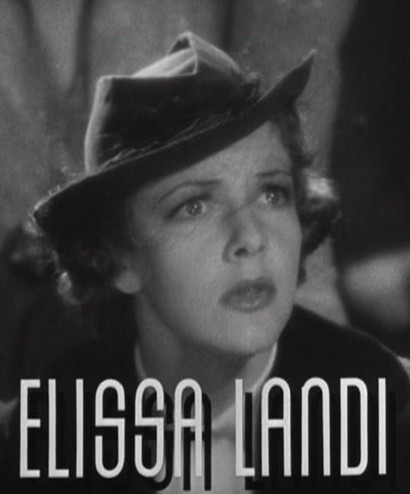
No filme After the Thin Man (1936)

- London (1926)
- Bolibar (1928)
- Underground (1928)
- Synd (1928)
- The Inseparables (1929)
- The Betrayal (1929)
- The Parisian (1930)
- Knowing Men (1930)
- The Price of Things (1930)
- Children of Chance (1930)
- Body and Soul (1931)
- Always Goodbye (1931)
- Wicked (1931)
- The Yellow Ticket (1931)
- Devil's Lottery (1932)
- The Woman in Room 13 (1932)
- A Passport to Hell (1932)
- The Sign of the Cross (1932)
- The Warrior's Husband (1933)
- I Loved You Wednesday (1933)
- The Masquerader (1933)
- By Candlelight (1933)
- Man of Two Worlds (1934)
- Sisters Under the Skin (1934)
- The Great Flirtation (1934)
- The Count of Monte Cristo (1934)
- Königsmark (1935)
- Enter Madame (1935)
- Without Regret (1935)
- The Amateur Gentleman (1936)
- Mad Holiday (1936)
- After the Thin Man (1936)
- The Thirteenth Chair (1937)
- Corregidor (1943)